# Résolution 46 du Conseil de sécurité des Nations unies
Membres permanents
- Chine
- États-Unis
- France
- Royaume-Uni
- URSS

Membres non permanents
- Argentine
- Belgique
- Canada
- Colombie
- Syrie
- RSS d'Ukraine

Résolution no 45 Résolution no 47
La résolution 46 du Conseil de sécurité des Nations unies  est une résolution du Conseil de sécurité des Nations unies adoptée le 17 avril 1948.
Après avoir référencés les objectifs fixés par la résolution 43, et notant que le Royaume-Uni était encore la puissance mandataire, du maintien de l'ordre et de la paix en territoire palestinien, était chargé de mettre fin au conflit là-bas et avec l'aide chaque État membre du Conseil de sécurité.
Dans cet esprit, la résolution a invité à la fois sur le Haut Comité arabe et l'Agence juive à cesser immédiatement tous les actes de violence, d'empêcher les combattants de pénétrer dans le territoire, cesser l'importation d'armes, de s'abstenir de toute activité politique immédiate qui pourrait porter atteinte aux droits ou créances de toute communauté, de coopérer avec les autorités britanniques et à s'abstenir de toute action qui pourrait mettre en danger la sécurité de l'un des lieux saints dans le territoire. La résolution a ensuite appelé tous les pays de la région à coopérer de toutes les manières possibles.
La résolution a été adoptée par neuf voix contre zéro, avec deux abstentions venant de la république socialiste soviétique d'Ukraine et de l'Union soviétique.

## Texte
- Résolution 46 sur fr.wikisource.org
- Résolution 46 sur en.wikisource.org